# Korkovník

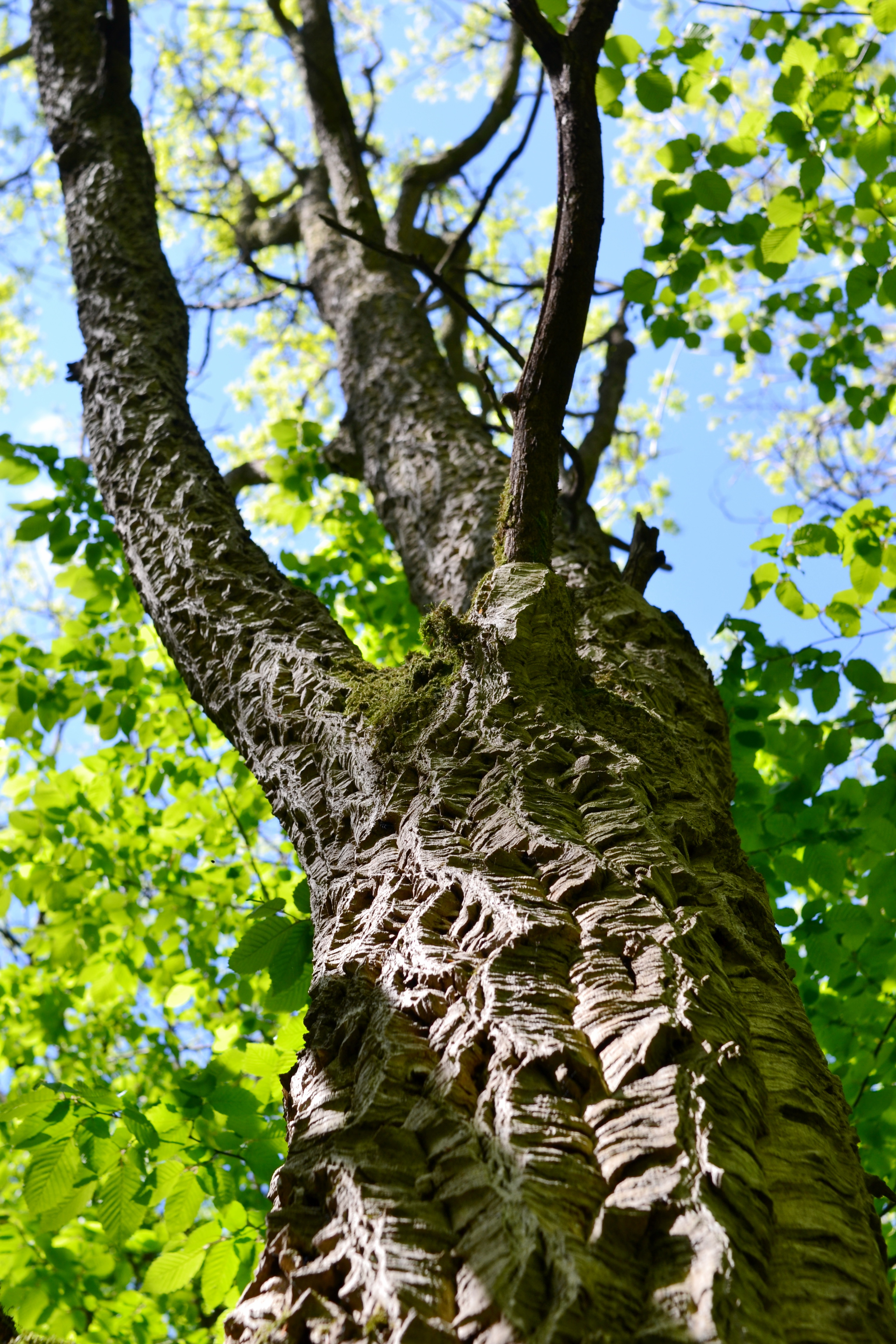
Kmen korkovníku amurského

Korkovník (Phellodendron) je rod rostlin z čeledi routovité (Rutaceae), pocházející z Číny a východní Asie. Jsou to opadavé, dvoudomé, aromatické stromy s více či méně korkovitou kůrou a střídavými lichozpeřenými listy. Květy jsou většinou pětičetné, nenápadné, v bohatých latovitých květenstvích. V současné taxonomii jsou rozlišovány pouze dva druhy. Ve třetihorách se korkovníky vyskytovaly i v Evropě a Severní Americe.
Korkovníky obsahují různé alkaloidy, silice a další aktivní látky. Oba druhy jsou využívány v asijské medicíně. Korkovník amurský je občas vysazován i v České republice jako okrasná dřevina. V Asii se z něj získává korek, který však nedosahuje kvality korku z korkového dubu.

## Popis
Korkovníky jsou dvoudomé opadavé stromy s rozložitou korunou, dorůstající výšky 20 až 35 metrů. Borka je korkovitá, šedá nebo šedohnědá, ve stáří podélně rozpraskaná, vnitřní kůra žlutá. Některé variety mají tlustě korkovitou kůru, jiné tenkou a korkovitou jen nezřetelně. Mladé větévky jsou tmavě purpurové, s bílými lenticelami. Dřeň větévek je plná, bílá až hnědá, někdy houbovitá. Úžlabní pupeny jsou jednotlivé a zcela kryté rozšířenou bází řapíku, po opadu listů nahé. V parenchymu rostliny jsou roztroušené siličné nádržky.
Listy jsou silně aromatické, vstřícné, lichozpeřené, bez palistů, složené většinou ze 3 až 5 párů téměř celokrajných nebo na okraji jemně vroubkovaných či pilovitých, řapíčkatých lístků, na jejichž okraji jsou siličné žlázky. Žilnatina je zpeřená, tvořená 6 až 11 páry žilek.
Květy jsou většinou pětičetné (řidčeji až osmičetné), jednopohlavné, uspořádané v bohatých vrcholových nebo i úžlabních chocholičnatých latách. Kališní lístky jsou na bázi srostlé, koruna volná. V samčích květech je většinou 5 tyčinek (jejich počet odpovídá počtu korunních lístků), přesahujících délkou korunní lístky, a zbytek gynecea tvořeného 5 na bázi srostlými, zakrnělými plodolisty. Samičí květy obsahují 5 krátkých staminodií a synkarpní semeník na krátkém gynoforu. Semeník je zcela srostlý z 5 plodolistů a nese téměř nebo zcela přisedlou, pětilaločnou, široce štítovitou bliznu. Obsahuje 5 komůrek, v nichž je po 1 vajíčku.
Plodem je černá nebo temně purpurová peckovice obsahující 5 chrupavčitých peciček. Za sucha jsou plody pětihranné. Semena jsou hnědá až téměř černá, lesklá, elipsoidního tvaru, lehce zploštělá, až 4,5 mm dlouhá.

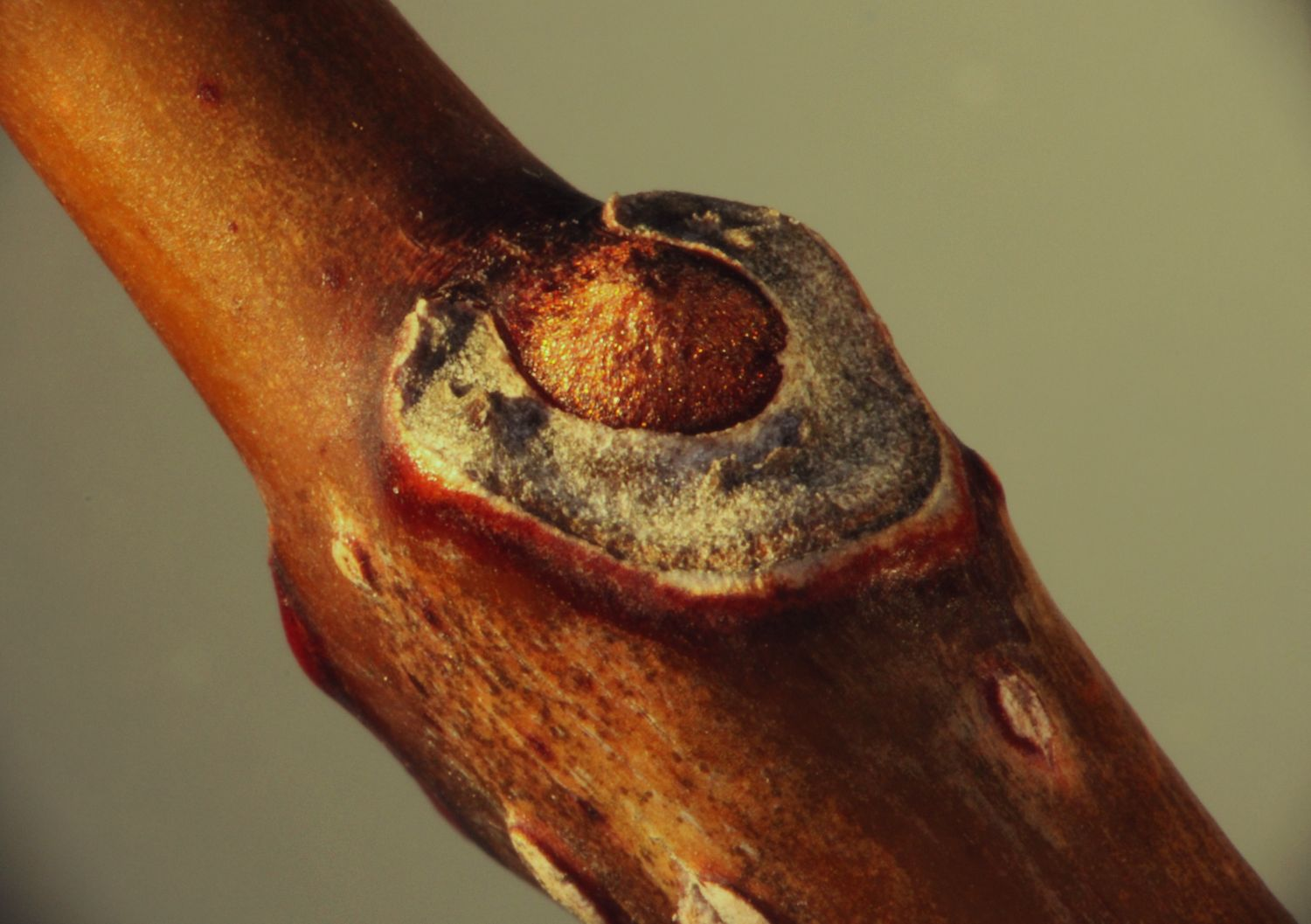
Zimní pupen korkovníku amurského
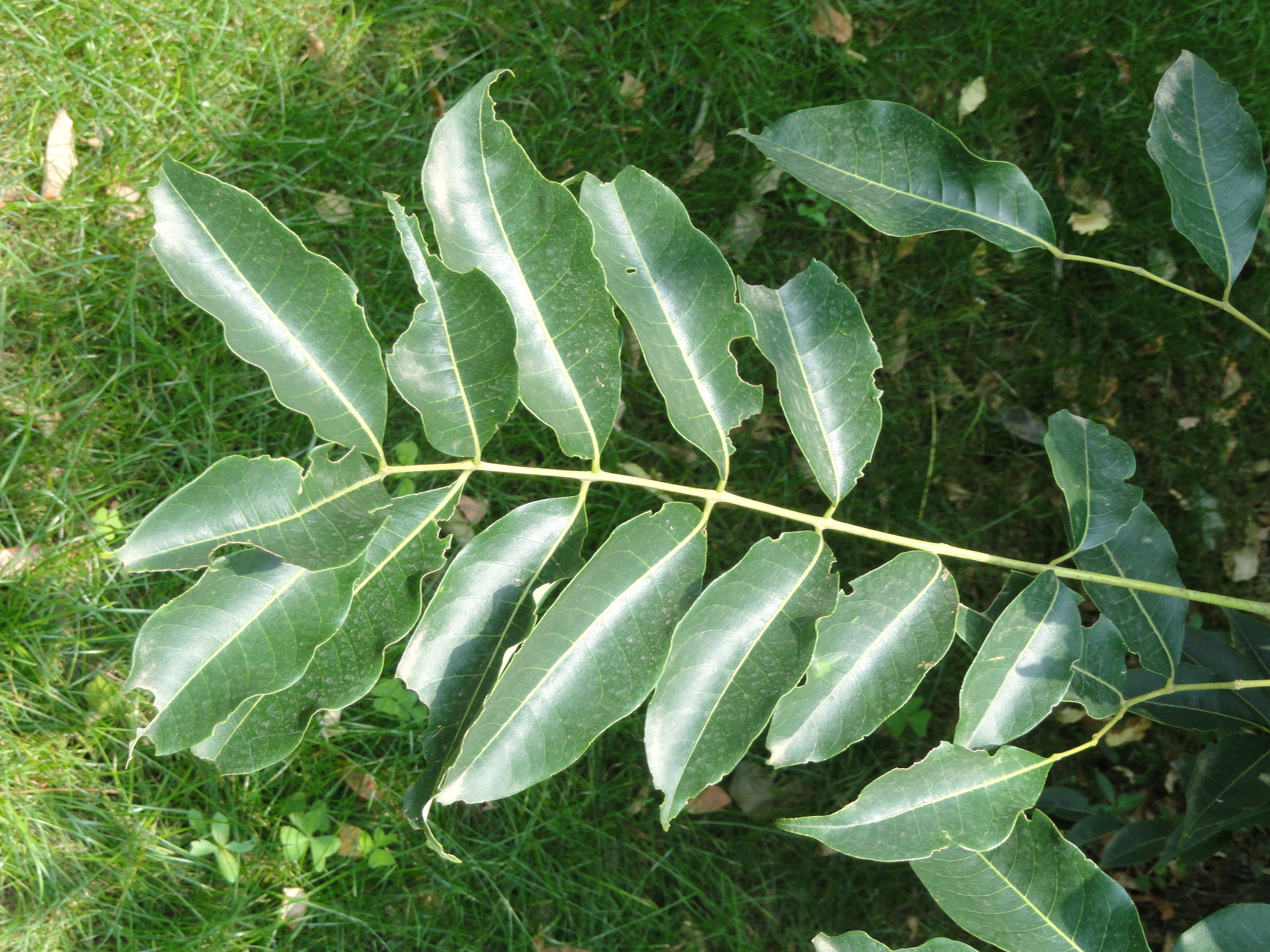
List korkovníku čínského
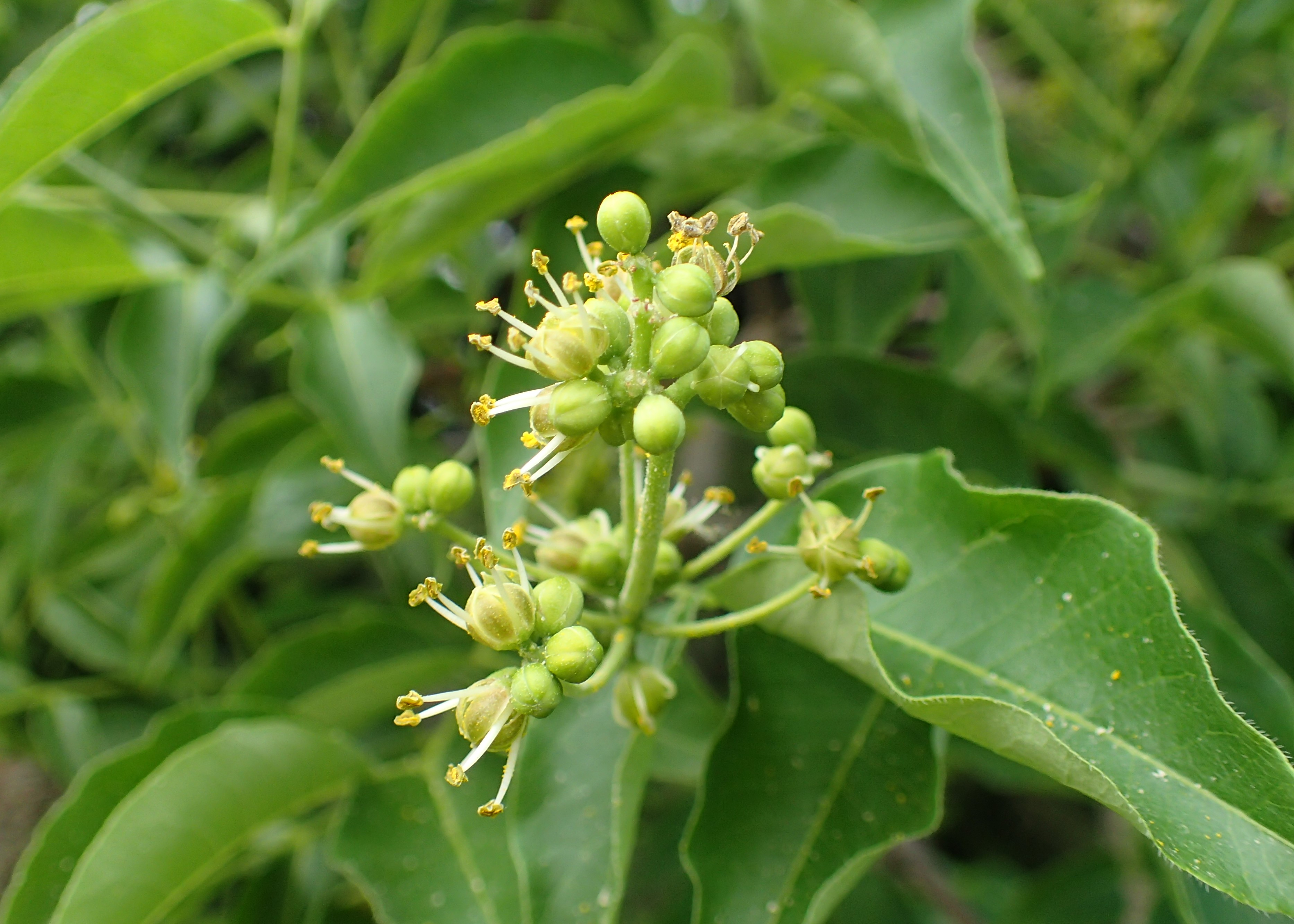
Květy korkovníku amurského
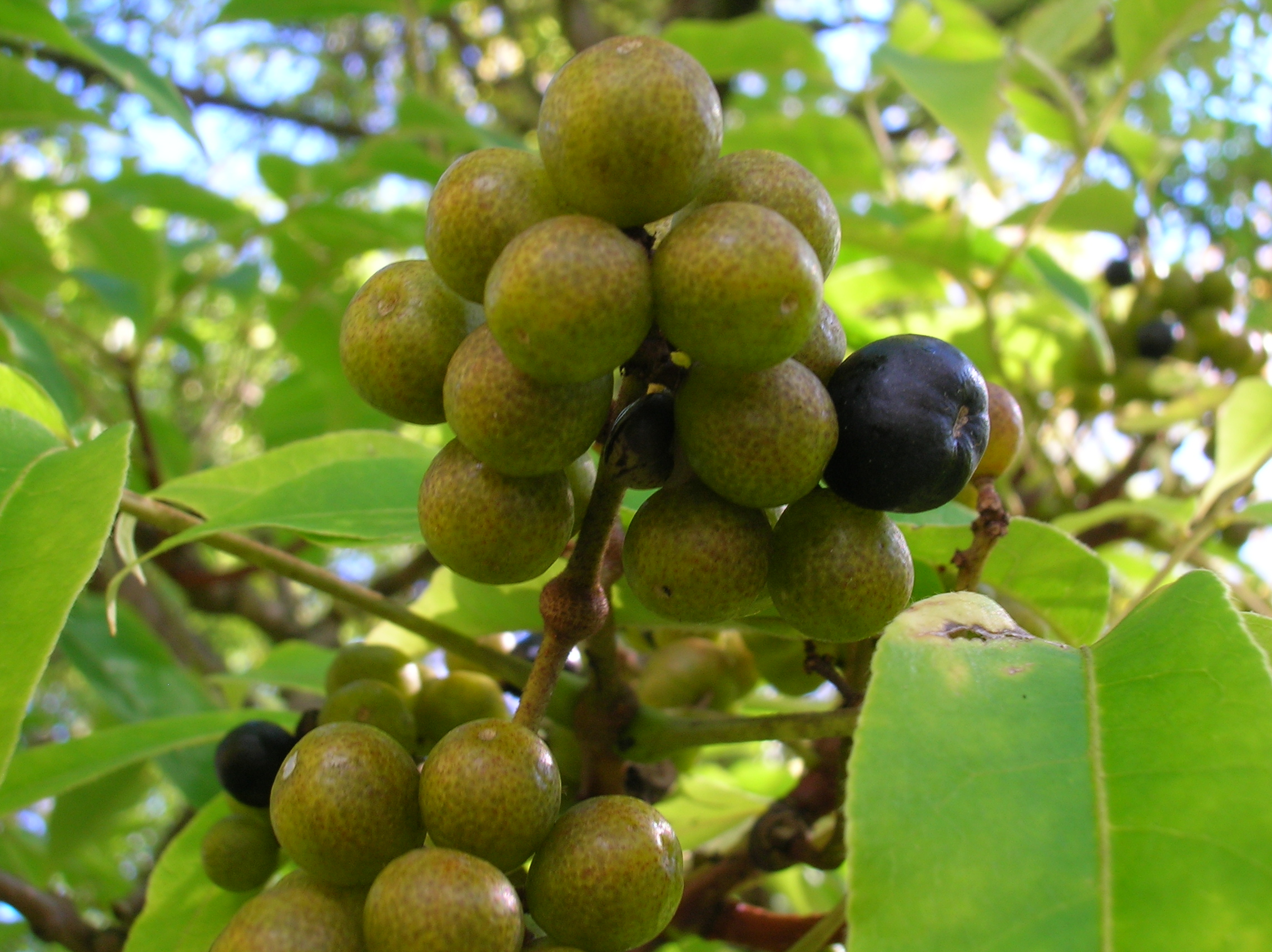
Plody korkovníku japonského

## Rozšíření
Rod zahrnuje v současném taxonomickém pojetí pouze 2 druhy, rozšířené ve východní Asii.
Korkovník amurský je rozšířen v severovýchodních a jihovýchodních oblastech Číny, Japonsku, Koreji a Ruském Dálném východě, kde roste jako součást smíšených lesů v nadmořských výškách do 2700 metrů. Podle některých údajů zasahuje i do Vietnamu.
Korkovník čínský je endemit Číny. Roste ve středojižní a jihovýchodní Číně ve smíšených lesích od 400 do 2300 metrů. Vzhledem k tomu, že je již dlouho pěstován, nelze jeho původní areál výskytu s jistotou vymezit.

## Ekologické interakce
Květy korkovníků jsou opylovány hmyzem. Plody často vydrží na stromech až do jara. Vyhledávají je různí ptáci a drobní savci, kteří s konzumací plodů šíří semena.
Korkovníky jsou živnými rostlinami housenek otakárků rodu Papilio (P. bianor, P. dialis, P. helenus, P. hoppo, P. maackii, P. machaon) a druhu Sinoprinceps xuthus. Živí se na nich také přástevník americký (Hyphantria cunea), modrásek Celastrina phellodendroni, soumračníci Satarupa monbeigi a Satarupa nymphalis a bělásek Aporia hippia.

## Obsahové látky a jedovatost
Hlavními obsahovými látkami korkovníků jsou různé alkaloidy, zejména berberin, palmatin, kadicin, felodendrin a magnoflorin. V korkovníku amurském byl dále zjištěn benzopyran amurensin, flavonoidy (felamurin, felatin, amurensin) a triterpenoid limonin.
V silici obsažené v květech a plodech korkovníků převažuje limonen a myrcen, zatímco v silici z listů převažuje farnesen, elemol a ocimen.
Předávkování léčivými přípravky z korkovníku je provázeno nevolností a zvracením. Užívání by se měli vyvarovat lidé s onemocněním sleziny nebo trávicího ústrojí. Vzhledem k obsahu berberinu není doporučováno užívání v těhotenství.
Plody korkovníku amurského jsou jedovaté pro larvy komárů, mouchy a larvy obaleče jablečného.

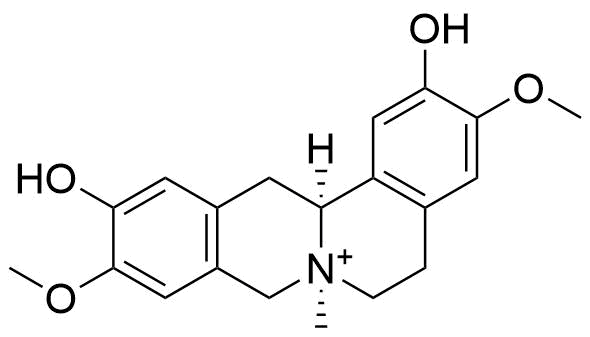
Alkaloid felodendrin
Alkaloid palmatin
Monoterpen ocimen

## Taxonomie
Rod Phellodendron je v rámci čeledi Rutaceae řazen do podčeledi Amyridoideae. V minulosti byl součástí podčeledi Toddalioideae, která však byla na základě fylogenetických studií shledána parafyletickou a zrušena.
Taxonomie rodu Phellodendron byla po dlouhý čas neustálená a různé taxony byly hodnoceny na různých úrovních. Celkem bylo v rámci rodu popsáno asi 16 druhů. V revizi, vydané v roce 2006, byl počet uznávaných druhů zredukován na dva, přičemž většina dříve rozlišovaných druhů (P. japonicum, P. lavallei, P. sachalinense) byla vřazena do druhu P. amurense na úrovni variet. Na základě studia herbářového materiálu i terénního průzkumu byla zpochybněna taxonomická významnost některých znaků, které byly používány k odlišení jednotlivých druhů, jako je tloušťka borky nebo ochlupení listů. Ukázalo se, že tyto znaky jsou do značné míry ovlivněny podmínkami prostředí nebo mají klinální variabilitu. Za jediný spolehlivý znak, odlišující Phellodendron amurense a P. chinense, je považována architektura květenství. P. amurense má rozvolněná, delší a širší květenství s vyvinutými, nejméně 1 cm dlouhými postranními větévkami, zatímco květenství P. chinense jsou stažená a postranní větévky jsou velmi krátké nebo zcela chybějí.
Druh Phellodendron burkillii, popsaný v roce 1960 z Asie, byl v roce 1981 přeřazen do rodu Tetradium.

## Prehistorie
K odštěpení rodu Phellodendron došlo pravděpodobně již v paleocénu. Nejstarší známé fosílie pocházejí z přelomu eocénu a oligocénu a byly nalezeny v hnědouhelných vrstvách v Nové Anglii. Rod se v třetihorách vyskytoval i v Evropě, nejstarší nálezy fosilních semen pocházejí ze středního oligocénu.

## Zástupci
- korkovník amurský (Phellodendron amurense)
- korkovník čínský (Phellodendron chinense)
- korkovník japonský (Phellodendron japonicum, syn. P. amurense var. japonicum)
- korkovník Lavalleův (Phellodendron lavallei, syn. P. amurense var. lavallei)
- korkovník sachalinský (Phellodendron sachalinense, syn. P. amurense var. sachalinense)

## Význam

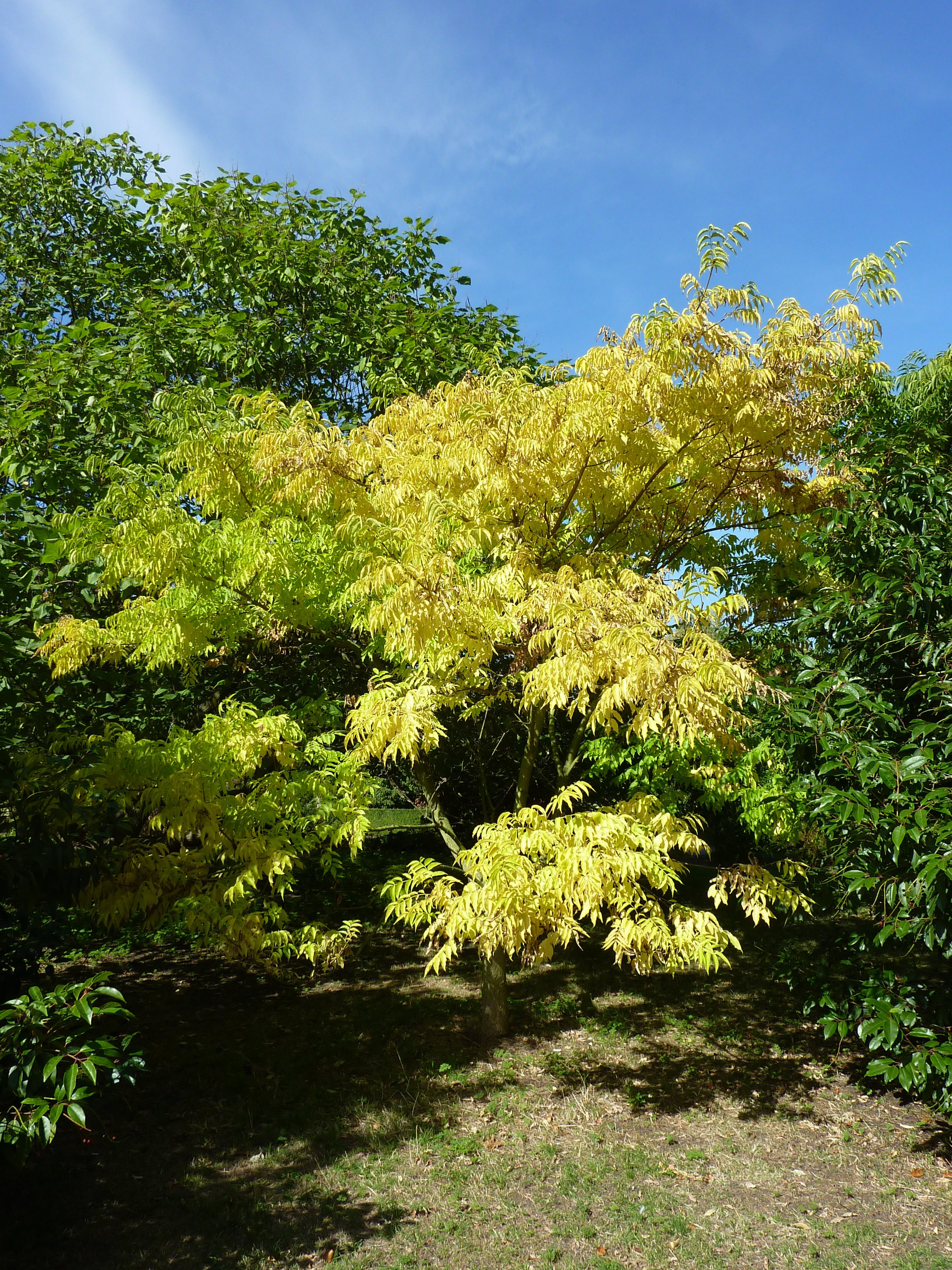
Korkovník amurský na začátku podzimu

Korkovníky jsou v České republice občas vysazovány jako okrasné dřeviny. Většinou se vysazují jako solitéry, ceněné pro architekturu koruny, žluté podzimní vybarvení a výrazné kmeny a větve v zimním období.
Nejčastěji je pěstován korkovník amurský, s nímž se lze setkat také v řadě botanických zahrad, arboret a zámeckých parků. Letitý exemplář lze vidět například v Průhonickém parku v louce pod Alpínem. Řidčeji je pěstován korkovník čínský. Je vysazen například v Dendrologické zahradě v Průhonicích nebo v druhé části Průhonického parku, známé jako Obora.
Borka korkovníku amurského je v Asii používána k výrobě levného korku, není však tak kvalitní jako korek z dubu korkového. Dřevo slouží zejména k výrobě nábytku.
Vnitřní kůra obou druhů korkovníků je využívána v tradiční čínské medicíně. Má antibakteriální, protizánětlivé, astringentní, diuretické, antirevmatické a afrodiziakální působení, podporuje tvorbu žluči, snižuje horečku, rozšiřuje cévy, podporuje trávení, usnadňuje vykašlávání a snižuje hladinu krevního cukru. Je používána k léčení průjmů, infekcí urogenitálního ústrojí, žloutenky, akutního zánětu spojivek, meningitidy a tuberkulózy, zevně na zánětlivá onemocnění sliznic a kůže.

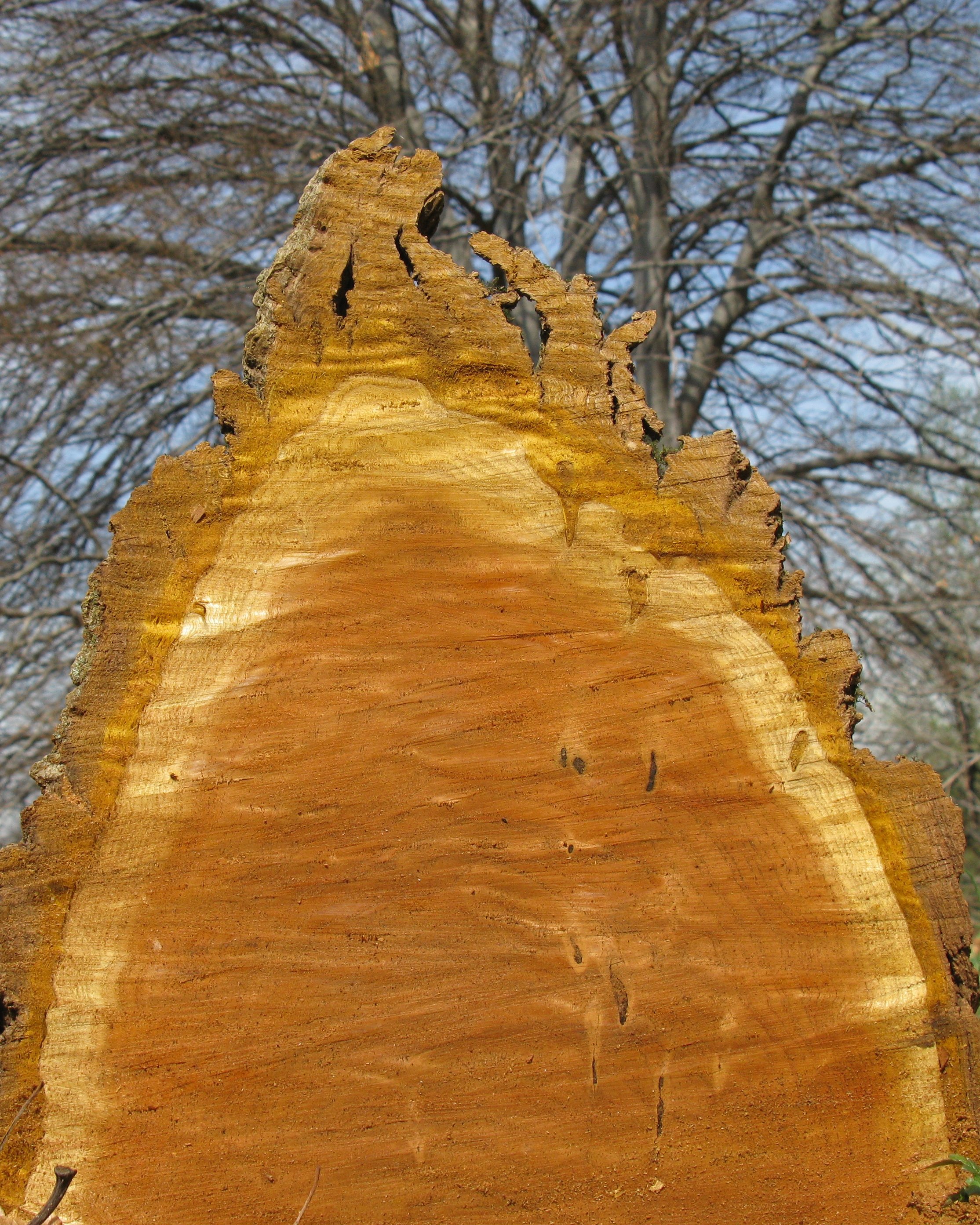
Dřevo korkovníku amurského
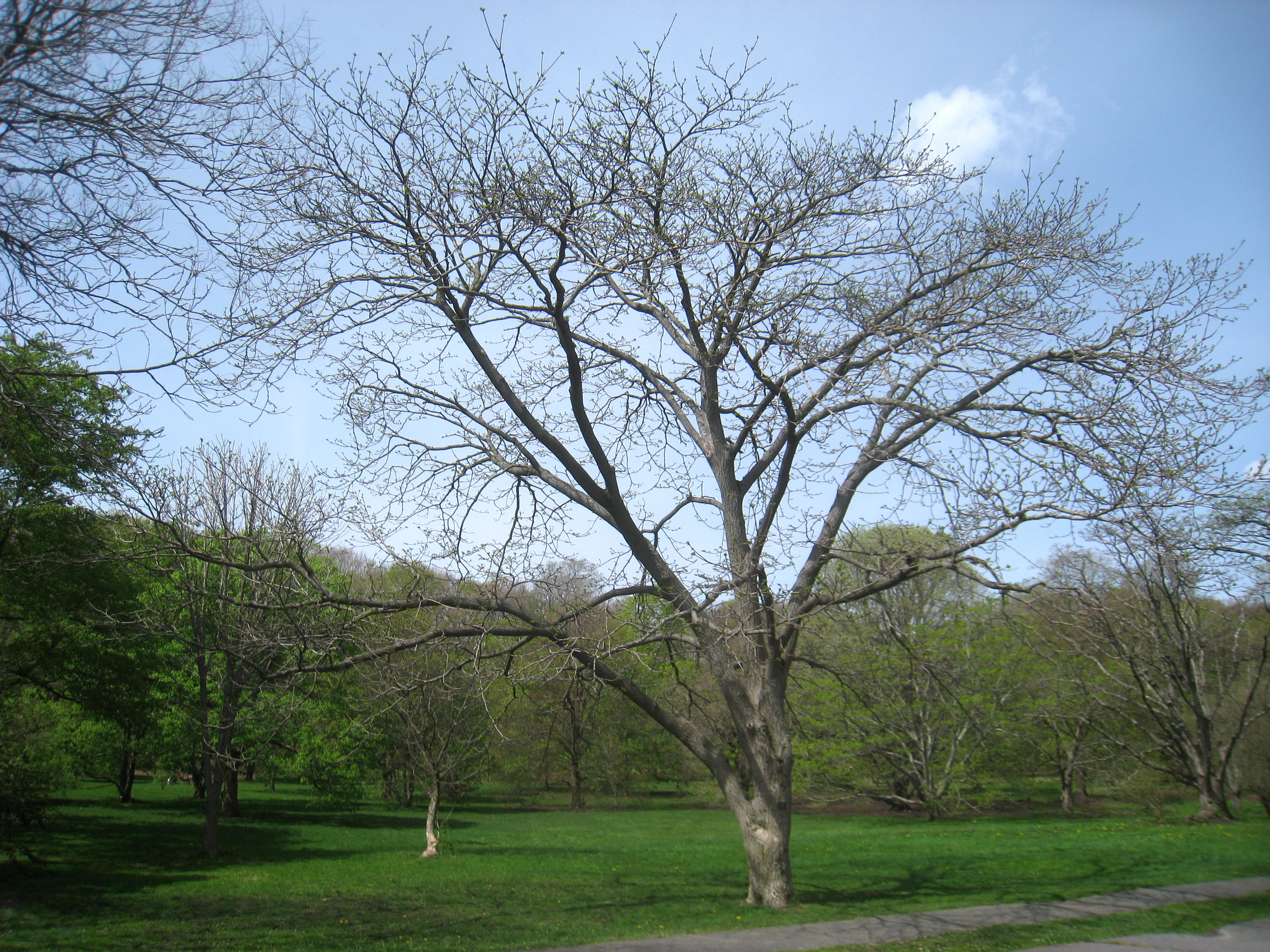
Korkovník sachalinský v arboretu v USA
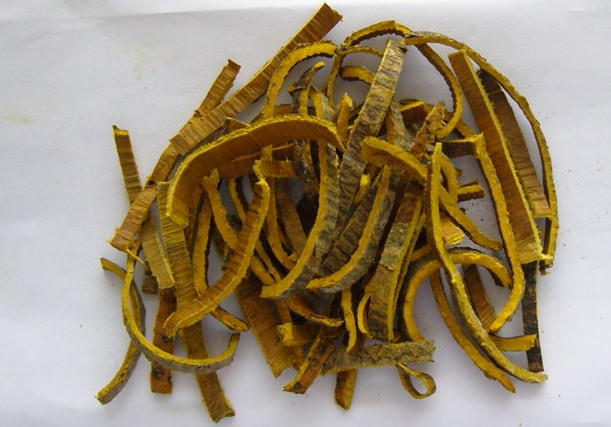
Kůra korkovníku amurského

## Pěstování
Korkovníky jsou teplomilné dřeviny, citlivé na pozdní mrazy. Nejodolnější vůči mrazu je korkovník sachalinský. Daří se jim na výslunném nebo polostinném, chráněném stanovišti. Na půdu nejsou nijak náročné, nejlépe se jim daří v hluboké, výživné a nepříliš těžké půdě. Snášejí i sušší stanoviště a netrpí škůdci ani chorobami.
Množí se výsevem semen. Lze je vysévat buď již na podzim do chladného pařeniště, nebo v předjaří po dvouměsíční stratifikaci. Bez prodělání chladné periody nebo stratifikace kvůli dormanci neklíčí.